# Banque internationale pour le commerce et l'industrie du Gabon
La Banque internationale pour le commerce et l'industrie du Gabon, abrégée en BICIG, est une filiale d'Atlantic Financial Group (AFG). C'est la deuxième banque gabonaise en termes de total de bilan. Elle est active auprès des particuliers comme des entreprises et des institutionnels.

## Histoire
La BICIG est fondée en 1945 comme succursale de la BNCI. Elle devient à partir de 1966 la succursale gabonaise de la Banque nationale de Paris après la fusion de la BNCI et du Comptoir national d'escompte de Paris.
En 1973, est fondée la Banque internationale pour le commerce et l'industrie du Gabon, société à part entière, rassemblant à son capital, la BNP, l'État gabonais et la Société financière pour les pays o-mer (SFOM), une société de participation ayant pour but de mutualiser les risques de plusieurs banques occidentales (BNP, Bank of America, Banque Lambert et Berliner Handels-Gesellschaft) dans leurs investissements sur le continent africain.
Disposant à l'origine de 3 implantations (Libreville, Port-Gentil et Moanda), la BICIG capitalise sur la croissance rapide de l'économie gabonaise sous l'impulsion du boom pétrolier du pays, en étendant son réseau d'agences au cours des années 1970 et 1980 à d'autres agglomérations du pays : Oyem, Franceville, Mouila. 
Active dans l'activité de banque de détail ainsi qu'auprès des grandes entreprises, la BICIG devient peu à peu une des principales banques du pays. Après la cession de l'UGB par le Crédit agricole en 2009, la BICIG reste la dernière filiale d'une banque française dans le pays. 
Visant un recentrage de ses activités sur le continent, le groupe BNP Paribas annonce en 2018 sa volonté de céder la BICIG ainsi que plusieurs de ses filiales en Afrique. Ainsi, les parts détenues par le groupe (47 %) sont cédées au Fonds gabonais d'investissements stratégiques (FGIS) en Mars 2020. L'État gabonais retient après plusieurs mois de négociation Atlantic Financial Group (AFG Holding) comme repreneur. Les parts détenues par le FGIS ainsi que 5 % du capital détenu de manière directe par l'État sont cédées à AFG Holding qui devient avec 52 % du capital, l'actionnaire majoritaire à la fin de l'année 2020. 